# Helmuth Nyborg

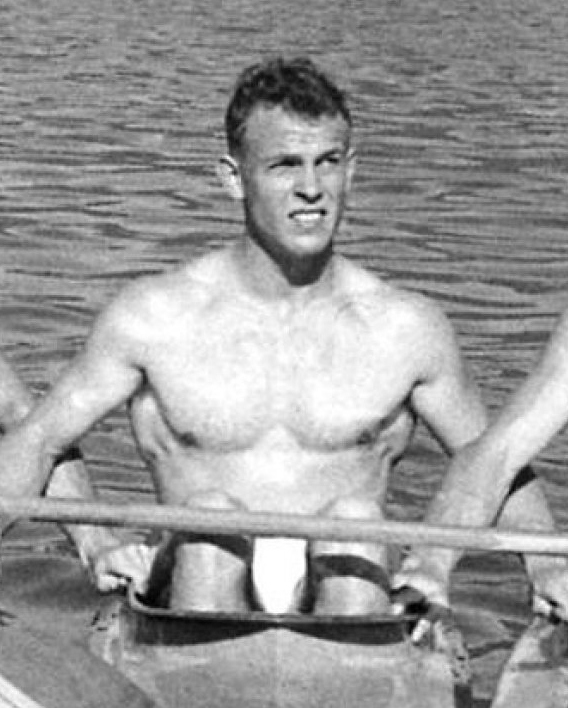

Helmuth Nyborg Sørensen, född 5 januari 1937 i Løsning, är en dansk psykolog och författare. Han är tidigare professor i utvecklingspsykologi vid Aarhus Universitet, och har dessutom varit dansk olympisk kanotist.
Nyborg blev olympisk bronsmedaljör i K-1 4x500 meter vid sommarspelen 1960 i Rom.